# مليكة أندروز
مليكة أندروز (بالإنجليزية: Malika Andrews)‏ صحفية ومراسلة رياضية أمريكية. انضمت إلى إي إس بي إن في أكتوبر 2018 ككاتبة في الدوري الأمريكي للمحترفين على الإنترنت، وظهرت لأول مرة كأصغر مراسلة جانبية في البث خلال 2020 NBA Bubble. بصفتها مراسلة NBA السوداء الوحيدة في الشبكة ، تم اختيار أندروز كواحدة من Forbes 30 Under 30 في صناعة الرياضة لعام 2021.

## النشأة والتعليم
ولدت مليكة أندروز في 27 يناير 1995 في أوكلاند بولاية كاليفورنيا لمايك، وهو مدرب شخصي ، وكارين، مدرسة فنون. نشأت كمشجع لجولدن ستايت ووريورز(Golden State Warriors).
خلال الصف الثامن، تم طردها من مدرسة هيد رويس، ثم التحقت فيما بعد بمدرسة داخلية علاجية على مدار العام في ولاية يوتا بسبب اضطراب الأكل، وتخرجت في 17 من عمرها.
عملت مليكة في مكتب المحاماة الخاص بالحقوق المدنية لجدها لمدة عام قبل التحاقها بجامعة بورتلاند ، حيث حصلت على درجة البكالوريوس في الآداب وتخرجت بمرتبة الشرف في عام 2017. وأثناء وجودها في جامعة بورتلاند، كانت هي المحررة الرياضية ثم رئيسة تحرير لجريدة (The Beacon) الطلابية بالجامعة. حصلت على منحة دراسية من الرابطة الوطنية للصحفيين السود وتدربت في معهد الصحافة الرياضية.

## الحياة المهنية
قدمت مليكة نفسها إلى المحررة الرياضية Adrian Wojnarowski في مباراة الدوري الصيفي للرابطة الوطنية لكرة السلة لعام 2017 والتي قرأت عملها في The Beacon.
حصلت مليكة أندروز على فترة تدريب في دنفر بوستDenver Post قبل أن تعمل كزميلة صحفية لجيمس ريستون في قسم الرياضة في صحيفة نيويورك تايم. عملت أيضًا لمدة عام واحد كمراسل لصحيفة شيكاغو تريبيون قبل الانضمام إلى ESPN.com كمراسلة تغطي شيكاغو بولز وميلووكي باكس، وانتقل لاحقًا إلى نيويورك لتغطية صحيفتي نيويورك نيكس وبروكلين نتس. بعد خسارة باكسBucks أمام تورونتو رابتورز في نهائيات المؤتمر الشرقي لعام 2019، غادر جيانيس أنتيتوكونمو المؤتمر الصحفي، منزعج من مقال كتبته ماليكة تقول فيه إنه قد يغادر ميلووكي إذا لم يقم Bucks بإجراء تحسينات للفوز باللقب قبل أن يصبح وكيلًا حرًا في عام2021.
في عام 2020، كانت واحدة من أوائل المراسلين الذين دخلوا مجمع ESPN Wide World of Sports Complex لاستكمال موسم 2019–20 NBA season في The Bubble. قادت ماليكة أندروز مسودة إن بي إيه لعام 2020 لمقابلات افتراضية مع كبار المجندين.
تم تكريم مليكة أندروز من قبل جمعية الصحفيين المحترفين والرابطة الوطنية للصحفيين السود ورابطة الصحافة سكولاستيك كولومبيا لعملها كمراسلة NBA السوداء الوحيدة في ESPN. كما تم اختيارها ضمن قائمة Forbes 30 Under 30 في صناعة الرياضة لعام 2021.
تظهر مليكة في برامج مثل سبورتس سنتر-SportsCenter و جيت أب-Get Up وNBA Countdown و Around the Horn وThe Jump.